# Actinoscyphia aurelia
Espèce
Synonymes
- Actinernus aurelia Stephenson, 1918 (protonyme)

Actinoscyphia aurelia est une espèce d'anémones de mer de la famille des Actinoscyphiidae.